# Tom Beetz
Tom Beetz, né le 12 décembre 1986 à Suhl, est un spécialiste allemand du combiné nordique. Il a remporté trois titres et une médaille d'argent au championnat du monde junior de combiné nordique en 2005 (pl) et 2006 (pl).
Il a participé à la coupe du monde et la coupe du monde B pendant plusieurs saisons. Il est monté trois fois sur le podium lors d'épreuves de la coupe du monde B (une fois en 2006 et deux fois en 2008).
Il se retire en 2012.

## Biographie

### Jeunesse et vie familiale
Il est le fils de Cathrin et Jörg Beetz et le frère de Christian Beetz, également coureur du combiné nordique. Son père a participé à des épreuves de la coupe du monde combiné nordique dans les années 80.

### Les années chez les juniors
Lorsqu'il est junior, il remporte trois titres mondiaux dans sa catégorie dont celui du sprint en 2006. Il fait ses débuts en Coupe du monde la même année.
Il termine 4e du sprint et 3e du Gundersen chez les juniors lors des championnats d'Allemagne de 2005. En 2005, il termine 2e du classement du « Sportif de l'année 2005 » de l'arrondissement de Hildburghausen derrière Arne Leipziger.
En 2006, il obtient la récompense de « Sportif de l'année 2006 » de l'arrondissement de Hildburghausen devant son frère.

### Les années chez les seniors
Le 24 février 2008, il ne prend pas part à l'épreuve de ski de fond du sprint de Zakopane en coupe du monde en raison d'une gastro-entérite alors qu'il avait terminé 9e du saut.

## Résultats

### Coupe du monde

#### Différents classements en coupe du monde
| Année     | Classement général final |
| --------- | ------------------------ |
| 2005-2006 | -                        |
| 2006-2007 | -                        |
| 2007-2008 | 38e                      |
| 2008-2009 | 45e                      |
| 2011-2012 | -                        |

#### Détail des résultats
- Meilleur résultat individuel : 11e.

| Place / Épreuve | Place / Épreuve | Gundersen | Sprint | Mass Start | Team Sprint | Relais | Total |
| --------------- | --------------- | --------- | ------ | ---------- | ----------- | ------ | ----- |
| 1re place       |                 |           |        |            |             |        |       |
| 2e place        |                 |           |        |            |             |        |       |
| 3e place        |                 |           |        |            |             |        |       |
| Top 10          |                 |           |        |            |             |        |       |
| Points          | Points          | 8         | 3      | 1          |             |        | 12    |
| Départ          | Départ          | 18        | 6      | 2          |             |        | 26    |

### Coupe du monde B

#### Différents classements en coupe du monde B
| Année     | Classement général final |
| --------- | ------------------------ |
| 2004-2005 | 27e                      |
| 2005-2006 | 34e                      |
| 2006-2007 | 71e                      |
| 2007-2008 | 9e                       |
| 2010-2011 | 44e                      |
| 2011-2012 | 45e                      |

#### Détail des podiums individuels
| Édition | Épreuve                                    | Place |
| ------- | ------------------------------------------ | ----- |
| 2006    | Val di Fiemme (Mass start – HS134 / 10 km) | 3e    |
| 2008    | Liberec (Gundersen – HS134 / 15 km)        | 3e    |
| 2008    | Liberec (Sprint – HS134 / 7,5 km)          | 3e    |

### Grand prix d'été de combiné nordique
| Année | Classement général final |
| ----- | ------------------------ |
| 2008  | 16e                      |
| 2011  | -                        |
| 2012  | -                        |

### Championnats du monde junior
| Épreuve / Édition    | Épreuve / Édition    | Rovaniemi 2005 | Kranj 2006 |
| -------------------- | -------------------- | -------------- | ---------- |
| Gundersen individuel | Gundersen individuel | 10e            | 2e         |
| Sprint               | Sprint               | -              | 1re        |
| Par équipe           | Par équipe           | 1re            | 1re        |

### Championnats d'Allemagne
| Épreuve / Édition   | 2002                             | 2003                             | 2004                             | 2005                             | 2006                             | 2007                             | 2008                             | 2009                             | 2010                             | 2011                             | 2012                             |
| ------------------- | -------------------------------- | -------------------------------- | -------------------------------- | -------------------------------- | -------------------------------- | -------------------------------- | -------------------------------- | -------------------------------- | -------------------------------- | -------------------------------- | -------------------------------- |
| Sprint              | 40e                              | -                                | 19e                              | -                                | 15e                              | 14e                              | 7e                               | Épreuve inexistante à cette date | Épreuve inexistante à cette date | Épreuve inexistante à cette date | Épreuve inexistante à cette date |
| Gundersen           | 37e                              | -                                | 15e                              | -                                | 4e                               | 12e                              | Épreuve inexistante à cette date | -                                | -                                | -                                | 11e                              |
| Mass Start          | Épreuve inexistante à cette date | Épreuve inexistante à cette date | Épreuve inexistante à cette date | Épreuve inexistante à cette date | Épreuve inexistante à cette date | Épreuve inexistante à cette date | 11e                              | Épreuve inexistante à cette date | Épreuve inexistante à cette date | Épreuve inexistante à cette date | Épreuve inexistante à cette date |
| Épreuve par équipes | Épreuve inexistante à cette date | Épreuve inexistante à cette date | Épreuve inexistante à cette date | Épreuve inexistante à cette date | Épreuve inexistante à cette date | Épreuve inexistante à cette date | Épreuve inexistante à cette date | -                                | 5e                               | 7e                               | -                                |